# ものまねバトル☆CLUB
『ものまねバトル☆CLUB』（ものまねバトルクラブ）は、毎月第3水曜日深夜に日本テレビで放送されていた関東ローカルのバラエティ番組。毎年春・秋と年末に放送されている『ものまねバトル』の姉妹番組である。

## 概要
『やんちゃ』（1997年10月2日放送開始）、『まねキン』（1999年4月2日放送開始）、『ニッテる!』（2001年4月4日放送開始）に毎週放送された番組で、当番組に変更されてからは月に1回程度に放送され、前後編でも翌月放送されることがあった。
イジリー岡田と神奈月が『欽ちゃんの仮装大賞』出場に向けての稽古模様やオーディションを放送した回も存在し、その際にコロッケも審査員の一人で出演してる。演目はイジリーが王貞治と、神奈月の長嶋茂雄のものまねで『胴上げ』を披露するが、9点と不合格になってしまう。
当時ブレイク前のナイツが出演し塙宣之が、『ものまねバトル』のレギュラーでもあった実兄のはなわのものまねを披露した回も存在し、ナイツが2011年3月19日に『メレンゲの気持ち』に出演した際に『ピンクの箱!』のコーナー内でこの映像が紹介された。
2008年8月20日（8月21日未明）に放送を予定していたが、この日の17:00に『北京オリンピック・ソフトボール決勝進出決定戦兼3位決定戦』が試合展開により100分延長したため、他番組の編成の兼ね合いで休止となり、この日に放送する予定だった回は9月5日（9月6日未明）に放送された。
番組は、2009年3月18日放送分をもって12年間の歴史に幕を閉じた。
おバカタレントとしてブレイクする前のスザンヌも出演した回もあり、末期の『ものまねバトル』では審査員を務めていた。

## 出演者
- コロッケ
- 岩本恭生
- 有吉弘行
- 原口あきまさ
- イジリー岡田
- 神奈月
- 山寺宏一
- 西尾夕紀
- 冨永みーな
- Take2
- ツートン青木
- 青木隆治
- ノブ&フッキー
- 峠恵子
- ホリ
- まねだ聖子
- 中森あきない
- 相沢真紀
- コージー冨田
- 前田健
- はなわ
- トニーヒロタ
- 葉月パル
- あさりど
- 神田聖子

（順不同、ほか多数）

## スタッフ
- 構成：舘川範雄
- ディレクター
  - 野澤尚弘
  - 江成真二
  - 澤井慎幸
  - 徳永清孝（日本テレビ）
- 演出・プロデューサー
  - 高木章雄（日本テレビ）
- プロデューサー：牛丸謙壱
- 制作：USテレビ
- 製作著作：日本テレビ